# Битва при Дервенакии
Битва при Дервенакии (греч. Μάχη των Δερβενακίων) — сражение, состоявшееся 26 июля (8 августа) — 28 июля (10 августа) 1822 года и закончившееся победой греческих сил над османскими войсками, одно из важнейших событий Освободительной войны Греции 1821—1829 годов. Разгром сил Драмали-паши спас сердце Греческой революции, полуостров Пелопоннес, который остался под греческим контролем до прибытия египетской армии Ибрагима-паши в 1825 году.

## Предыстория
Восстание на полуострове Пелопоннес началось в марте 1821 года. Теодорос Колокотронис организовал блокаду турецкого оплота на полуострове — Триполицы. Попытки турок пройти через Среднюю Грецию и снять осаду с Триполицы оказались безуспешными после сражений с нерегулярными греческими отрядами (Битва при Аламане, Битва при Гравии, Сражение при Василика). Повстанцы взяли Триполицу и установили почти полный контроль над полуостровом.

## Драмали-паша
После того как сепаратист Али-паша Тепеленский в городе Янина в Эпире был побеждён султанскими силами, освободившиеся османские силы и мобилизованные подкрепления были переориентированы на юг. Командование группировкой было поручено Махмуду Драмали-паша (родился в городе Драма, отсюда его имя). Победителю Али-паши и последнему правителю Пелопоннеса, Хуршиту-паше, султан предписал оставаться в городе Лариса, для обеспечения снабжения экспедиционных сил. Греция не видела турецких сил подобного масштаба в течение века, с последних турецко-венецианских войн. Эта группировка османских сил насчитывала 30 тысяч (по некоторым данным 40 тысяч) солдат. 3/4 турок были при конях, но кавалерия как таковая насчитывала 8 тысяч клинков. За армией с припасами шли 30 тысяч мулов и 500 верблюдов.
Уильям Мартин Лик пишет, со слов турецкого врача, что армии и обозам понадобилось 5 дней, чтобы перейти мост реки Аламаны между Ламией и Фермопилами.
Половину армии Драмали-паши составляли разношерстные мусульмане Балкан, но костяком его армии служили отборные 8 тысяч кавалеристов и 7 тысяч албанцев, опытных в ведении горной войны. Значение, которое турки придали армии Драмали, подчеркивало присутствие ещё 7 пашей, включая Эрип Ахмет-паши, бывшего министра внутренних дел.

## Преждевременные празднования
Перед Драмали-пашой была поставлена задача: подавляя восстание на своем пути, пройти через Восточную Среднюю Грецию, выйти к Коринфу, снять осаду с крепостей Нафплиона и отбить у греков столицу Пелопоннеса, Триполицу.
Драмали выступил из Ламии в конце июня 1822 года, прошёл через область Беотия и 1 июля сжег Фивы. Он не предпринял попыток отбить у греков Афинский Акрополь, который пал в руки повстанцев 21 июня. Но пока что его армия не встречала сопротивления.
Две дороги вели на Коринфский перешеек: первая, через прибрежные Скироновы скалы. Но с древности все армии избегали его. Другая, через горы Герания. По следам Драмали шли со своими отрядами (забывший об обидах греческого правительства) Андруцос и Никитарас, ожидая что греки остановят Драмали и они ударят ему в тыл.
Греки послали силы остановить Драмали в проходах гор Герания. Правительство поручило командование двум полководцам: первый, Георгиос Секерис, был парижским студентом, когда Николаос Скуфас в Москве в 1814 году посвятил его в «Филики Этерия». Секерис был патриотом, но никаким военным опытом не располагал. Второй, Ригас Паламидис, был писарем (в будущем, при короле Оттоне станет министром). Кроме военного опыта, он не располагал ещё и мужеством, но именно он и был назначен командиром. Под их командованием было 650 повстанцев, но как только 6 июля показалась армия Драмали, несостоявшиеся герои разбежались, распространяя панику на своем пути. Единственное, что немного задержало Драмали, это флаги развевающиеся на брошенных позициях. В тот же день армия Драмали вошла в Коринф.
Драмали послал Хуршиту, а тот в свою очередь султану, весть что с восстанием покончено. Дворцы украсились флагами, в мечетях пели благодарствия Всевышнему. Одним из первых рэйс-эфенди (министра иностранных дел) поздравил посол Британии Перси Смити, 6-й виконт Стрэнгфорд.

## Акрокоринф
Крепость города Коринфа, Акрокоринф была взята повстанцами сразу после падения Триполицы. Её положение было первостепенной важности на пути к Аргосу и Нафплиону. Было бы естественно если правительство разместило здесь отборный гарнизон, во главе с испытанным военачальником. Но правительство выделило для этой цели только 150 человек и главное, верное своей неприязни к военачальникам, поручило командование самому непригодному для этой цели — дьякону Якову Теодоридису.
Но у Теодоридиса и мысли не было защищаться и задержать Драмали. В крепости держали самого богатого бея Пелопоннеса — Кямил-бея, и его гарем. Кямил-бей никак не соглашался указать где скрыты его сокровища. Теодоридис в панике даже не подумал что Кямил-бея и гарем можно будет обменять и решил разделаться с беем и гаремом, и взорвать пороховой погреб. Бей был убит, но гарем не тронули, и Теодоридис переспав с женой бея и её служанкой «забыл» взорвать погреб. Акрокоринф в ночь позорного бегства 7 июля остался с открытыми воротами.
Не веря своему везению Драмали вошёл в крепость. Ему достались и сокровища Кямила и его молодая вдова. Как свадебный подарок, Драмали предоставил невесте, за поруганную честь, греческих пленных, мужчин и женщин, которых живыми замуровали в стены.

## Нафплион
С приближением Драмали правительство покинуло Коринф и перешло в Аргос. В нескольких километрах от Аргоса, осажденные и изможденные голодом турки были готовы сдать крепости Нафплиона.
18 июня было согласовано предоставить туркам 13 кораблей и перевезти их в Азию. Островок-крепость Бурдзи перешла сразу в руки греков. Но соглашение по основной крепости Паламиди приняло не военный, а коммерческий характер. 1/3 имущества оставалась в руках турок, а 2/3 должно было перейти в руки греков. «Комитет описи», в сопровождении 100 повстанцев вошёл в крепость. Но турки получили доступ к продуктам и стали тянуть.
7 июля, на следующий день после взятия Коринфа, 49 турецких всадников появились у Нафплиона. Осажденные турки, которые уже успели запастись продовольствием, арестовывают «комитет описи».
С приближением турок, министры, депутаты и простой народ бегут из Аргоса к прибрежному Мили. Дмитрий Ипсиланти, на коне, носится по улицам: «верные Отечеству, следуйте за мной». Но и у берега политики чувствуют себя в опасности, грузятся на корабли и уходят на остров Идра. В эти драматические часы, когда Отечество было в опасности, основная забота политической бюрократии была целостность архивов. Политики звали с собой и Дмитрия Ипсиланти, но он остался на берегу.

## Колокотронис

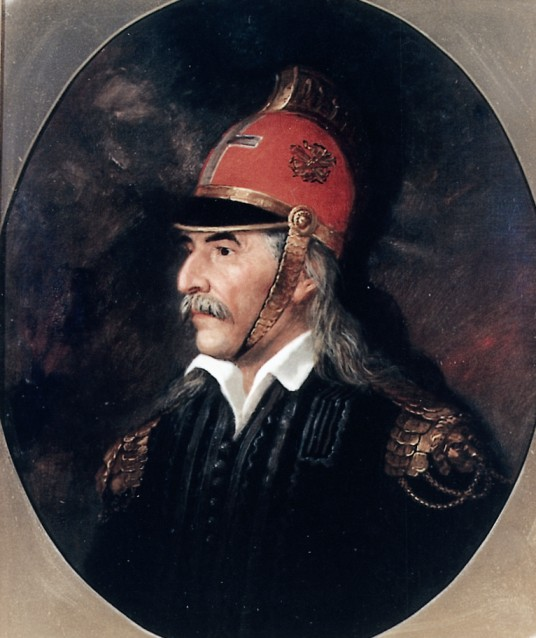
Дионисиос Цокос. Теодорос Колокотронис, 1853

Старик Колокотронис, как и многие военачальники, был гоним новоиспеченной политической бюрократией. Осознав угрозу которая нависла над революцией и Отечеством, Колокотронис, забыв об интригах и обидах, начал мобилизацию повстанцев. Народ, также забыв о новоиспеченных министрах, обратился за спасением к своим естественным вождям. Утром 8 июля, у Калавритских ворот Триполицы, Колокотронис обратился к 2 тыс. бойцов и населению:
«Эллины, эти персияне и какламаны, что идут, намного худшие воители, нежели местные мусульмане, которых мы победили, и несут с собой богатства. Знаете кто их заполучит? Те кто первыми пойдут на них.»
Колокотронис командует своему родственнику, Антонису Колокотронису, с 300 бойцами занять позицию у Айос-Еорьоса. Организация лагеря у Айос-Еорьоса, на самой критической позиции от Коринфского перешейка к Аргосу, говорит о том, что Колокотронис уже тогда вынашивал стратегический план окружения Драмали-паши.
Затем Колокотронис посылает Плапутаса на помощь Акрокоринфу. Он и подумать не мог о том, что крепость была сдана без боя. Плапутас, получив это печальное известие, разбил лагерь в Като-Белеси (Κάτω Μπέλεσι).
9 июля Колокотронис, с 200 бойцами и под своим флагом, выступил из Триполицы в направлении Аргоса. Армия, которую содержало правительство в Аргосе, разбежалась.
Возле Мили Колокотронис встретился с не последовавшими за правительством на корабли вождями. Это были Д. Ипстиланти, Петробей, Папафлессас, Креватас и сын Колокотрониса, Панос. С вождями было 500 бойцов. На вопрос Колокотрониса, почему они идут в обратном направлении от противника, ответ вождей был: «Забудь о том, что тебе сделало правительство. От тебя мы ожидаем спасения Отечества. Тебя ждут эллины. Веди нас».

## План Колокотрониса
На совете 10 июля все, без возражений, приняли план Колокотрониса. Силы, которые должны были противостоять Драмали, состояли из недисциплинированных отрядов с часто недисциплинированными командирами. Единственной приемлемой и знакомой тактикой была партизанская война. Было очевидно, что Драмали войдет в Аргосскую равнину, чтобы снять осаду с Нафплиона, а затем пойдет на Триполицу. Взяв Триполицу, он один за другим будет подавлять оставшиеся очаги восстания. Следовало перекрыть все дороги ведущие из Аргоса вглубь полуострова. Это лето, к счастью для греков, оказалось самым жарким за многие десятилетия. Все колодцы были сухими. Следовало перекрыть и доступ к воде.
Но Колокотронис мыслил не только об обороне. Для осуществления его плана следовало задержать Драмали как можно дольше на Аргосской равнине. Колокотронис решил что Драмали не двинется дальше, если не возьмет под контроль крепость Аргоса. Вызвав Захаропулоса он дал ему команду с 100 бойцами занять крепость. Ответом было: «мы пойдем, но пропадем». Тактика выжженой земли была применена по всей Аргосской равнине. Были выжжены все склады, посевы, трава и даже камыши.
По мере того как силы Драмали входили на равнину, отряды повстанцев ставили заслоны вокруг неё, в горах. Дервенакия не была подарком судьбы, а стратегическим шедевром всей военной жизни Колокотрониса.

## Действия Драмали
340 км от моста Аламаны до Коринфа, Драмали прошёл всего за 10 дней. Дав людям и животным передышку, Драмали созвал военный совет, чтобы определить будущие действия.
Многие из его офицеров, во главе с Юсуф-пашой из города Патр, советовали ему сделать Коринф своей базой и с помощью морских сил в Коринфском заливе изолировать Пелопоннес, и только после этого идти на Триполицу. Драмали игнорировал эти советы и, полный уверенности в своих силах, решил идти далее, в область Арголиду.
11—12 июля армия Драмали прошла теснину Дервенакию, но уже 8 июля его кавалерийский авангард снял осаду с Нафплиона.

## В Средней Греции
Однако первый колокол по армии Драмали прозвучал в тылу, в Средней Греции. Там на перевале горы Герании, пройденном без боя, Драмали оставил гарнизон в 300 солдат. 9 июля местные жители смыли позор, перебив гарнизон и захватив пушки. Отряд в 400 солдат посланный Драмали, чтобы отбить перевал, попал в засаду и также был перебит. Конвой в 360 животных был перебит на перевале горы Китерон.
В Беотии повстанцы организовали заслоны у сожжённых Фив. Тысяча афинян и мегарийцев заняли перевал на горе Патерас. Никитарас, который следовал по пятам Драмали, сумел проскользнуть через Коринфский перешеек и соединился с Колокотронисом 16 июля. С собой Никитарас принес и письмо от «предателя» Андруцоса: «посылаю вам 30 тысяч турок, чтобы вы помирились. Делайте с ними что хотите. Я беру на себя не пропустить Хуршита и других».

## Крепость Аргоса
Ипсиланти, Яннис Мавромихалис, Панос Колокотронис со своими отрядами, после того как выжгли равнину, заперлись в крепости, вместе с начальным гарнизоном.
Драмали вошёл в Аргос 13 июля. Вокруг все было выжжено и привыкший к тому что не встречал до того сопротивления, Драмали был весьма удивлен, что греки собрались защищать столь слабую и без орудий крепость. Начав артиллерийский обстрел, Драмали дает команду атаковать, но осаждённые не только отбивают атаку, но совершают вылазки-контратаки. У осаждённых были кое-какие продукты, но с водой было плохо и они цедили жижу со дна колодца. Ночью к ним пробился Плапутас с провизией. Но это не спасало положение. Было принято решение Исиланти, Мавромихалису и Паносу с 450 бойцами пробиваться, что они и сделали, совершив ночную атаку, и пробившись с малыми потерями.
На следующий день, разъяренный Драмали дал приказ любой ценой взять «эту рухлядь», которая задерживала его на равнине. Перед рассветом он лично повел турок в атаку, но осаждённые отбили её и Драмали с позором ретировался.

## Кефалари — победа турок
Греческий лагерь в Мили насчитывал уже 5 тысяч человек. Колокотронис дал команду перейти в Кефалари, ближе к Аргосу. Одновременно Колокотронис получил новость, что турки оттеснили Антониса Колокотрониса от Дервенакии. Рушился его план западни. Не теряя ни минуты, «Старик» с несколькими бойцами в ночь с 18 на 19 июля, верхом, пересек равнину через турецкие позиции и прибыл в Айос-Еорьос.
В тот же день, когда Колокотронис прибыл в Айос-Еорьос, Петробей принял решение атаковать турок из Кефалари и вызволить осажденных в крепости Аргоса. Объединённые силы греков достигли 8 тысяч. Повстанцы шли 3 колоннами. В одной из них было 150 добровольцев из греков Египта.
В начале все шло хорошо. Повстанцы взяли батареи на холме Профитис-Илиас, откуда турки расстреливали крепость. Но в 17:30 «нас побили со всех сторон». Повстанцы отступили в панике, оставив на поле боя 250 человек убитыми.
В лагере в Кефалари военачальники начали обвинять друг друга. Получив печальную новость, Колокотронис с малыми силами прошёл ночью западнее Аргоса и 20 июля прибыл в Кефалари. Греческий лагерь был в унынии и Колокотронису пришлось держать 2-часовую речь.

## Успех
Через два дня, в ночь с 22 на 23 июля, Колокотронис повёл сам повстанцев к крепости. Выстроенная клином колонна повстанцев пробила проход среди позиций турок и дала возможность выйти всем осаждённым.
Драмали уже проиграл игру. Жажда, голод и болезни косили его людей и животных. Стало очевидно, что надо бежать из этой проклятой равнины назад, в Коринф. Его грозное письмо от 24 июля, где он писал что он идёт на Триполицу, заставило Петробея и Ятракоса занять оборонную позицию на дороге от Аргоса к Триполице, но убедило Колокотрониса совсем в другом. Колокотронис теперь был уверен что Драмали повернет на север, чтобы вернуться в Коринф. Колокотронис, только со своим отрядом, пошёл перехватывать Драмали.
Тем временем из Средней Греции было получено письмо от Андруцоса, что туркам идет помощь. Колокотронис послал на перешеек Ипсиланти, Панайотиса Кефаласа, Папафлессаса и Никитараса. Помощь туркам не появилась, но это стало счастливым обстоятельством, поскольку все эти силы в нужный момент оказались в нужном месте.

## Мы родились сегодня
В селе Айос-Еорьос 26 июля Колокотронис пересчитал своих бойцов. Их было 1500 человек, плюс 700, что держали Дервенакию, плюс 150 в деревне Захарья (Ζαχαριά). Эти 2350 бойцов и подоспевшие 800 бойцов Никитараса, Папафлесасаса, Ипсиланти будут противостоять и разобьют в теснине армию Драмали.
За неимением трибуны, Колокотронис пробил дыру в потолке дома где он ночевал и держал речь с крыши: «Эллины, мы родились сегодня, сегодня и умрем. Сразимся за спасение Отечества и наше собственное спасение». Но видимо одних идеалов для крестьян было мало и речь он закончил следующим: «Сегодня каждый из нас будет гонятся за турками. Бесчисленные трофеи попадут в ваши руки, это наши христианские деньги».

## Поле боя
Как бы не был уверен Колокотронис, что Драмалис отступит к Коринфу, турки опередили его. У не было времени ни распределить свои силы, ни дать команды другим лагерям. Нужно было принимать немедленные решения. У Драмали было 4 дороги:
1. Через Айос-Еорьос, дорога была удобной для турок и только в теснине у монастыря можно было их остановить.
2. Через Дервенакию, основная дорога, теснина 3—4 км, часть которой становилась ущельем длиной в 600 м.
3. Дорога через Айос-Состис[греч.], узкая дорога, почти тропа.
4. Через Айонори (Αγιονόρι, в древности называлась Контопория (Κοντοπορεία[9]), поскольку была самым коротким но и сложным путём из Аргосской равнины к Коринфу). Эта дорога не будет играть никакой роли на первом этапе сражения 26 июля, но на втором этапе, 28 июля, через неё пройдут остатки армии и сам Драмали-паша.

## Расположение греческих сил
У Колокотрониса к этому моменту было 3,5 тысячи бойцов, но этого было совсем недостаточно, чтобы перекрыть Драмали все дороги к отступлению. Колокотрони послал письма и направил отряды Плапутаса и Папаникаса с тысячей коринфян к Дервенакии и отряды Никитараса, Папафлессаса, Ипсиланти к Айос-Состису. 4-я дорога через Агионори осталась абсолютно свободной, поскольку по направлению турецкой колонны было очевидно, что они не воспользуются ею.
Поскольку и Айос-Еорьос практически оставался без прикрытия, Колокотронис с 10 бойцами вывесил на вершине горы флаги, бурки, собрал вокруг животных симулируя большой лагерь. Через лазутчиков Колокотронис убедился, что турецкая колонна идет к Дервенакии и стал постепенно перенаправлять силы туда. 800 бойцов было послано на левый фланг турок, с приказом прятаться в засаде до приказа. Командирам у Дервенакии было послано указание не начинать боя и оттягивать его начало любыми способами.

## Часы ожидания
Авангард турецкой армии вошёл в Дервенакию около двух часов после полудня. Это был отборный отряд, все албанцы. Прятавшихся по левому флангу греков турки не приметили. Как только албанцы подошли на расстоянии 100 метров от греческих позиций, они заручились нерушимым для грека и арнаута словом «беса» и начали переговоры. Через «дайте пройти», «клянемся больше не воевать в Морее», «надо подумать», «надо поговорить с командирами» в ужасной жаре прошло два часа. К 16:00 греческие командиры, изнемогая от жары и не получив добро Колокотрониса на начало боя, но и не желая нарушить «беса» объявили албанцам: «отойдите арнауты, будем драться».

## Бой

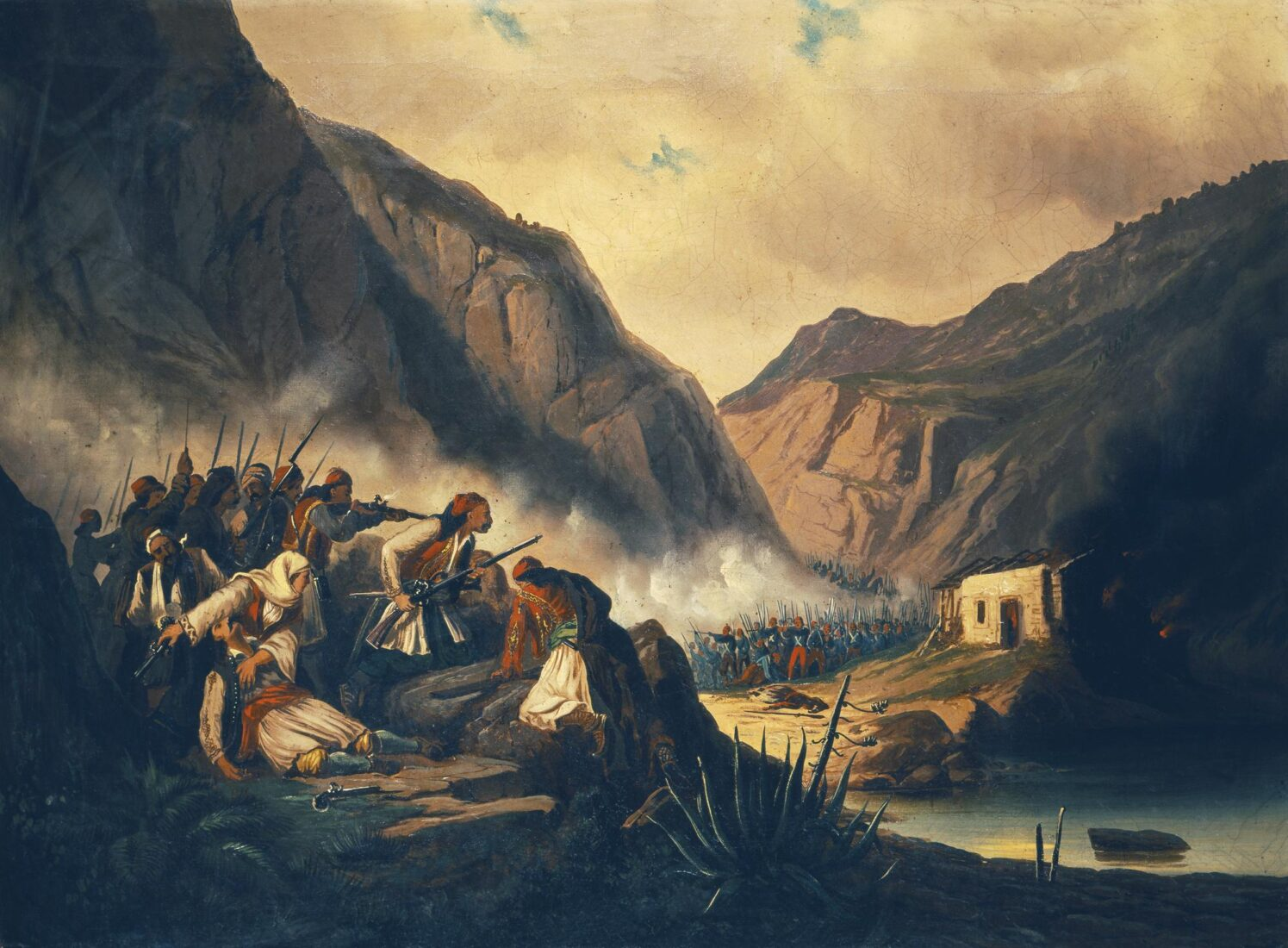
Теодорос Вризакис. Битва при Дервенакии в 1822 году

С началом перестрелки албанцы полезли по левому склону, чтобы выйти на дорогу на Айос-Состис. Там и ждала их засада. Засада была более дисциплинированна и дождалась приказа Колокотрониса: «Вперед эллины, убивайте скольких хотите из них».
Турки пытались выйти на дорогу на Айос-Состис. Колокотронис тоже направлял их туда, но не зная успел ли Никитарас занять позицию, дал приказ тесно преследовать турок. Около 8 тысяч турок успели выйти из котла, пока Никитарас занял позицию предписанную Колокотронисом. Но Никитарас не получал никакого письма. Если Никитарас и оказался в нужном месте, почти в нужное время, то это была его интуиция. Отряд Никитараса насчитывал 800 бойцов. Двигаясь в правильном направлении и услышав выстрелы, Никитарас перекрыл дорогу на Айос-Состис в 18:00.

## Никитарас
Постепенно к Никитарасу начинают подтягиваться греческие отряды, включая тех, что до того удерживали позиции в Дервенакии.
Турки хоть и держали оружие в руках, практически не сопротивлялись и искали спасение только в бегстве. Бой перерастал в избиение и резню. Никитарас не стал расстреливать турок из безопасной позиции, а обнажив клинок повел своих бойцов в рукопашную. Срубив лично 18 голов, он подтвердил закрепившийся за ним с Долиана зловещий эпитет Туркоед. Но даже для Никитараса это было не простое дело и он криками успокаивал себя: «успокойся Никита, ты режешь турок».
Через годы, в мемуарах, что Никитарас продиктовал, он говорил: «скала и лощины были покрыты трупами».

## Трофеи как проблема

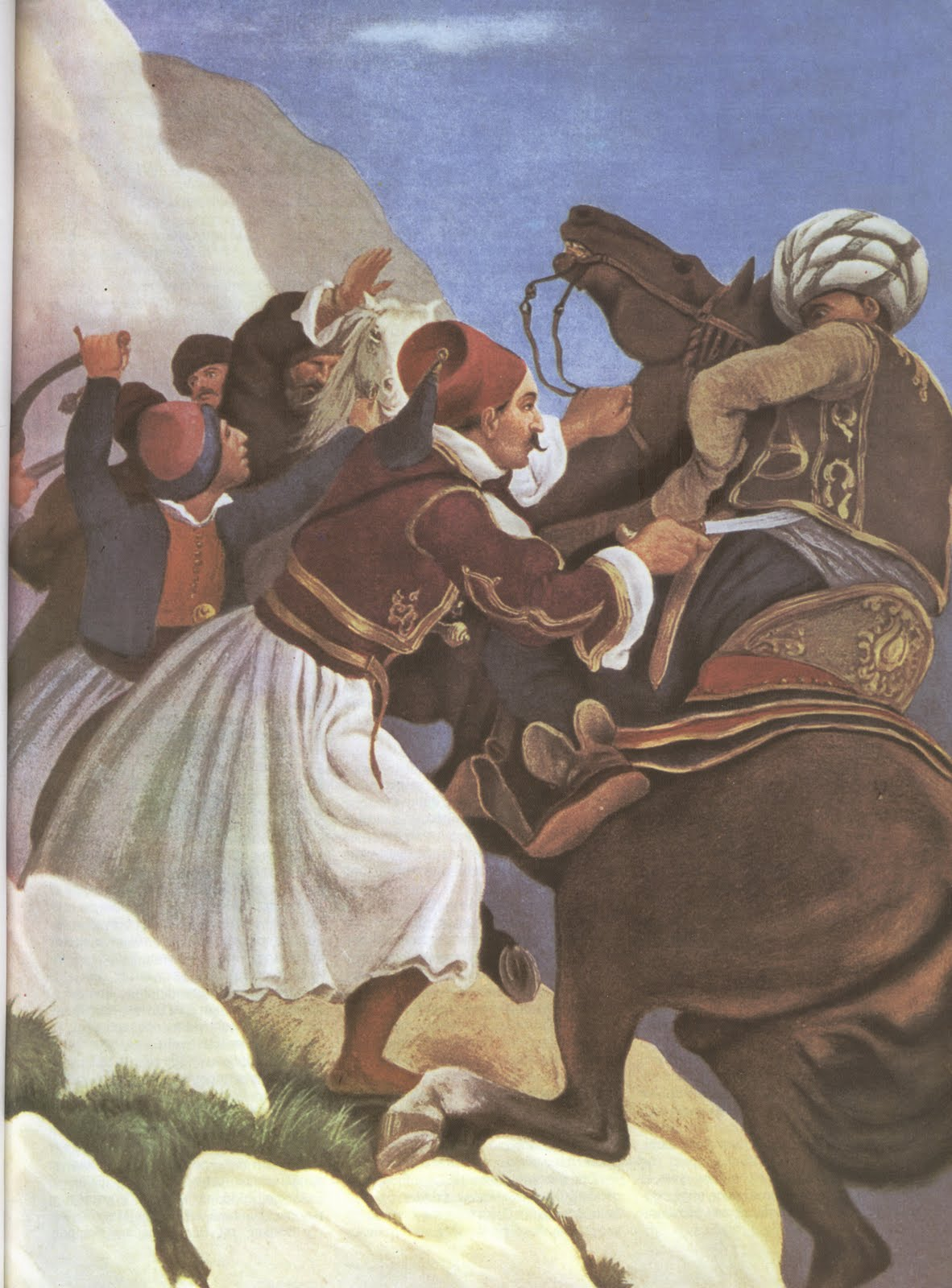
Петер фон Гесс. Никитарас

Утром 27 июля, греческого лагеря не стало. То что не удалось туркам в бою, удалось через брошенные трофеи. Никто никого не слушался, никто никому не подчинялся. Греческие крестьяне неожиданно разбогатели. Как писал позже Томас Гордон: «города Пелопоннеса в течение месяца были похожи на рынки. На улицах за бесценок продавали турецкое оружие, одежду, коней, верблюдов».
Тем временем Драмали с остатками армии вернулся к Нафплиону. Но турки города отказались впустить его, считая, что со столькими тысячами лишних ртов они будут вынуждены сдаться через несколько дней. В ночь с 27 на 28, Драмали через лазутчиков получил информацию, что дорога через Айонори открыта. 2500 турок, из лучших частей Драмали и его телохранители, устремились туда. И опять лишь Никитарас с 550 бойцами успел занять позиции перед Драмали. На первом этапе это был упорный бой и не напоминал предыдущую резню.
Но туркам, в 5 раз превосходившим силы Никитараса и сражавшимся за собственную жизнь, не удавалось сломить сопротивление греков. В критический момент боя Никитарас по силуэту определил, что один из верблюдов был гружен боеприпасами и разрядил свои пистолеты. Верблюд взлетел в воздух. Паника животных перешла и на турок. Драмали сбросил свой тюрбан, чтобы не выделяться и пересел с коня на осла. Турки, оставив 600 человек убитыми на поле боя, уходили по тропам в сторону Коринфа.

## И опять трофеи
Турки понесли бы большие потери, если бы греки не набросились на трофеи. А в этот раз было и больше, и богаче. Здесь была и казна, и имущество Драмали и других пашей.
Самые дорогие трофеи достались Никите Флессасу: шуба Али-паши Тепеленского и его кинжал. Шубу Никита подарил своему брату Папафлессасу, который носил её до своей героической смерти в битве при Маньяки в 1825 году. У кинжала из хорасанской стали с рукояткой из золота, с алмазами и агатами, была более длинная дорога, пока он не перешёл в руки русскому адмиралу Рикорду.
Лишь один не прикоснулся к трофеям. Его называли чистым алмазом революции и имя ему: Никитарас. Но его бойцы решили, что будет позором если командир останется с пустыми руками и подарили ему саблю из дамаскской стали и арабского скакуна. Через несколько месяцев, когда у правительства не было денег для выхода флота, Никитарас не имея ничего другого предложить, отдал и коня и саблю.

## Слава
Слава за разгром Драмали принадлежит всем участникам битвы при Дервенакии. Но две фигуры выделяются: Колокотронис и Никитарас. Первому Греция обязана его стратегическому видению, упорству и методичности. Второму — его тактике и героизму на поле боя. Поэтому Вардуниотис прав, когда говорит что Колокотронис это Агамемнон экспедиции, а Никитарас её Ахилл.

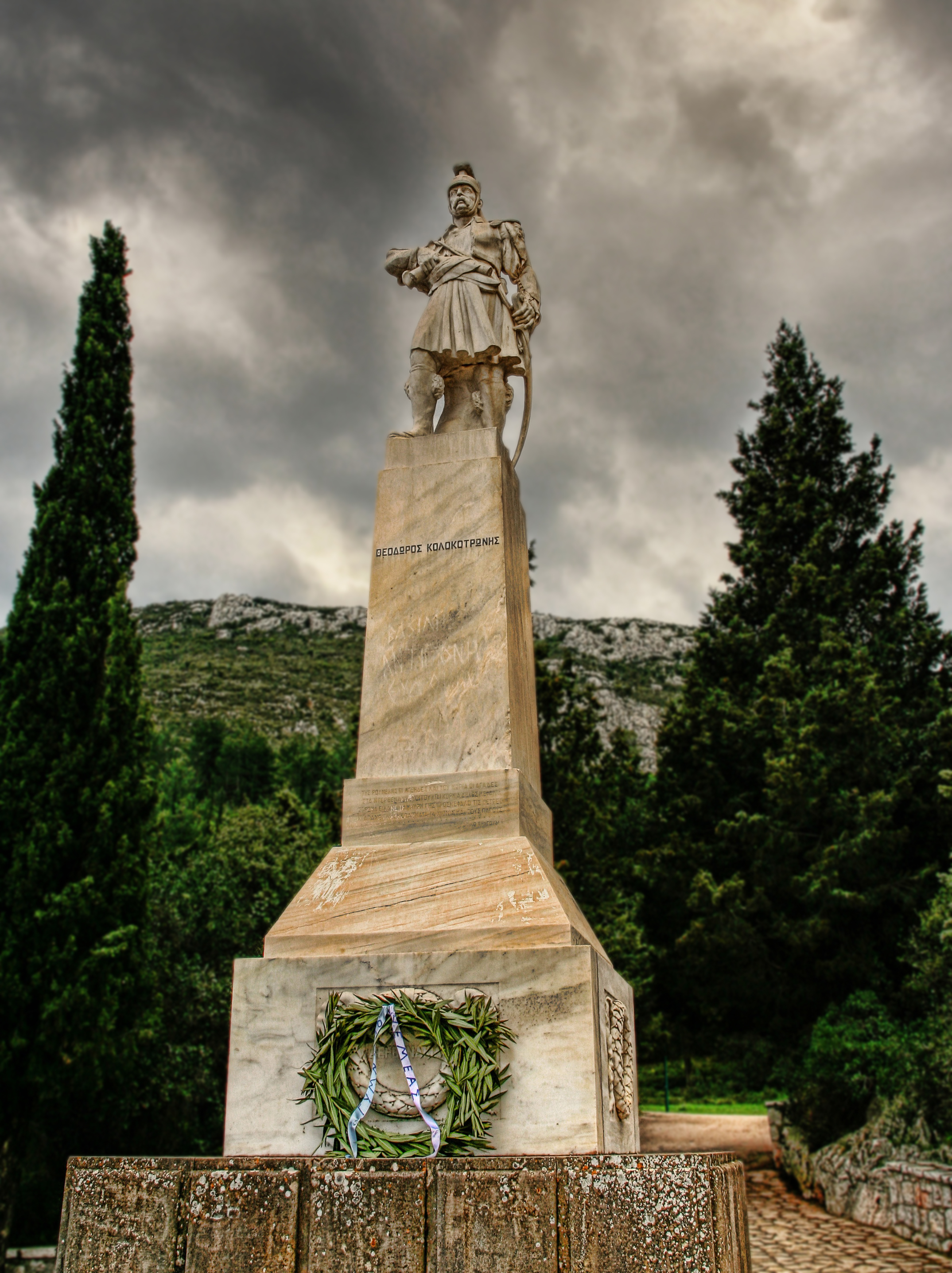
Статуя Теодороса Колокотрониса в Дервенакии

## Эпилог
Экспедиция, которая как предполагал султан, должна была нанести смертельный удар Греческой революции, кончилась бесславно.
Цифры историков разнятся, но в любом случае армия Драмали потеряла не более 1/6 своих сил. Цифры не дают характера разгрома, но это был разгром. Турки были полностью деморализованны и оставили повстанцам все свои орудия, тысячами личное оружие и коней. Драмали умер от горя в Коринфе, в декабре.
В греческом языке поражение Драмали стало нарицательным (греч. νίλα του Δράμαλη — что-то среднее между позором и катастрофой Драмали — аналог русскому «швед под Полтавой»).
Последняя, и неожиданная, попытка турок доставить продовольствие в осаждённый Нафплион была отбита Никитарасом 27 ноября 1822 году (в этом бою погиб иеромонах и военачальник Арсений (Крестас)).
Нафплион пал в греческие руки и стал временной столицей Греции.
Авторитет и слава Колокотрониса не помешали греческим политикам уже в следующем, 1823 году, посадить его в тюрьму в, уже греческой, крепости Нафплиона.
Но с разгромом основных османских сил, Греческая революция прошла своё первое большое испытание. Султан, осознавший свои возможности, был вынужден обратиться к своему номинальному вассалу, правителю Египта, с его европейской армией за помощью.